# Carpinus polyneura
Carpinus polyneura ist ein  mittelgroßer Baum aus der Gattung der Hainbuchen (Carpinus) mit dunkelpurpurn gefärbten Zweigen, anfangs zottig behaarter Blattoberseite und entlang der Adern zottig behaarter Unterseite. Das natürliche Verbreitungsgebiet der Art liegt in China.

## Beschreibung
Carpinus polyneura ist ein bis zu 15 Meter hoher Baum mit grauer Rinde. Die Zweige sind dunkelpurpurn, dünn, spärlich weiß flaumhaarig oder kahl. Die Laubblätter haben einen 0,5 bis 1,0 Zentimeter langen, spärlich flaumig behaarten oder verkahlenden Stiel. Die Blattspreite ist 4 bis 8 Zentimeter lang und 1,5 bis 2,5 Zentimeter breit, elliptisch-lanzettlich, eiförmig-lanzettlich oder länglich-lanzettlich, mit breit keilförmiger oder mehr oder weniger abgerundeter Basis und einem regelmäßig doppelt borstig gesägten Blattrand. Es werden 16 bis 20 Nervenpaare gebildet. Die Blattoberseite ist entlang der Mittelrippe dicht flaumhaarig sonst anfangs spärlich zottig behaart, die Unterseite ist entlang den Blattadern dicht zottig behaart und hat Achselbärte.
Die weiblichen Blütenstände sind 3 bis 6 Zentimeter lang bei Durchmessern von etwa 2 Zentimetern. Die Blütenstandsachse ist etwa 2 Zentimeter lang, dünn und spärlich flaumig behaart. Die Tragblätter sind 0,8 bis 1,5 Zentimeter lang, breit „halb-eiförmig“ und spitz. Die Blätter haben fünf Blattadern erster Ordnung und sind entlang der netzartig angeordneten Adern spärlich zottig behaart. Der äußere Blattrand ist entfernt gezähnt und ohne basalen Lappen, der innere Teil ist ganzrandig mit einem kleinen, eingerollten basalen Blattöhrchen. Als Früchte werden 2 bis 3 Millimeter lange, 1,5 bis 2,5 Millimeter breite, breit eiförmige, spärlich flaumhaarige und an der Spitze zottig behaarte, gerippte Nüsschen gebildet. Carpinus polyneura blüht von Mai bis Juni, die Früchte reifen von Juli bis September.

## Vorkommen und Standortansprüche
Das natürliche Verbreitungsgebiet liegt in der chinesischen Provinz Fujian, im Norden von Guangdong, in Guizhou, Hubei, Hunan, Jiangxi und Shaanxi, im Nordosten von Sichuan und in Zhejiang. Die Art wächst in subtropischen Wäldern und Dickichten in 400 bis 2300 Metern Höhe.

## Systematik
Carpinus polyneura ist eine Art aus der Gattung der Hainbuchen (Carpinus). Diese wird in der Familie der Birkengewächse (Betulaceae) der Unterfamilie der Haselnussgewächse (Coryloideae) zugeordnet. Die Art wurde 1899 von Adrien René Franchet erstmals wissenschaftlich beschrieben. Der Gattungsname Carpinus stammt aus dem Lateinischen und wurde schon von den Römern für die Hainbuche verwendet. Das Artepitheton polyneura stammt aus dem Griechischen, bedeutet so viel wie „vielnervig“ und bezieht sich auf die Nervatur der Laubblätter.
Man kann drei Varietäten unterscheiden:
- Carpinus polyneura var. polyneura: Sie kommt in den chinesischen Provinzen Sichuan und Hunan vor.[5]
- Carpinus polyneura var. sunpanensis (K.C.Hsia) P.C.Li: Sie kommt in Sichuan vor.[5]
- Carpinus polyneura var. tsunyihensis (Hu) P.C.Li: Sie kommt in der chinesischen Provinz Guizhou vor.[5]

## Nachweise